# Walmex

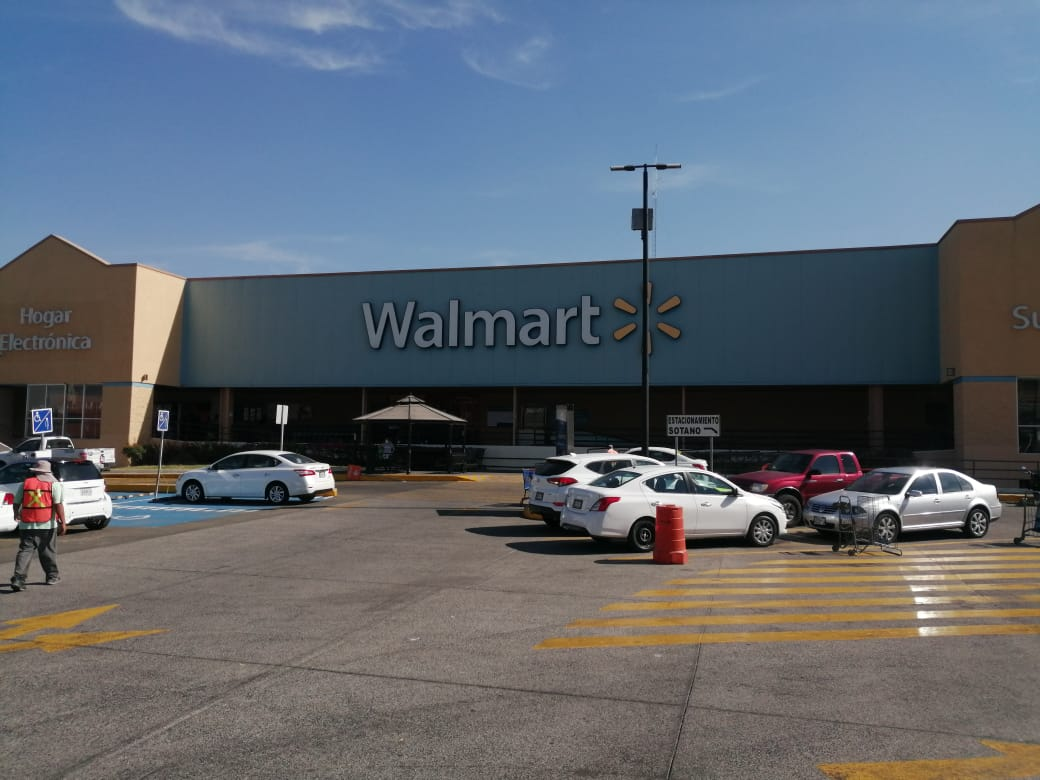
Walmart-Filiale in Mexiko

Walmart de México y Centroamérica S.A.B. de C.V. ist ein mexikanisches Unternehmen mit Firmensitz in Mexiko-Stadt. Das Unternehmen ist ein Tochterunternehmen des US-amerikanischen Konzerns Walmart. Es ist im Índice de Precios y Cotizaciones (IPC) an der Bolsa Mexicana de Valores gelistet.
Gegründet wurde das Unternehmen in Mexiko 1954. 2021 waren 231.259 Mitarbeiter im Unternehmen beschäftigt. Im Jahre 2024 waren es mehr als 238.000 Mitarbeitende. Unter den Marken Superama, Suburbia, VIPS, Sam’s Club und Bodega Aurrerá werden Verkaufsgeschäfte, inklusive Restaurants und Supermärkte, in Mexiko, Guatemala, El Salvador, Honduras, Nicaragua und Costa Rica betrieben. In den Ländern werden mehr als 4.000 Geschäfte und Clubs sowie 32 Vertriebszentren geführt. Zudem betreibt das Unternehmen 13 eCommerce Websites.

## Geschichte
Das Unternehmen wurde 1952 von Jerónimo Arango als Cifra gegründet. Im Jahr 1991 unterzeichneten Cifra und Wal-Mart Stores, Inc. ein Joint-Venture-Abkommen. Diese Vereinbarung ermöglichte die Zusammenarbeit zwischen den beiden Unternehmen und die Eröffnung von Walmart-Filialen und Sam’s Clubs in Mexiko. Im Jahr 1997 erhöhte Walmart seinen Anteil und erwarb 51 % von Cifra. Cifra wurde in Wal-Mart de Mexico, S.A. de C.V. umbenannt. Im April 2000 erhöhte Walmart seine Beteiligung an Wal-Mart de Mexico erneut auf 60 %.
Im Jahr 2005 trat Walmart in den mittelamerikanischen Markt ein, indem 33 % der Central American Retail Holding Company (CARHCO) vom niederländischen Einzelhändler Royal Ahold NV erworben wurden. CARHCO betrieb Geschäfte in Guatemala, El Salvador, Costa Rica, Honduras und Nicaragua. Im Jahr 2006 erhöhte Walmart seinen Anteil auf 51 % und änderte den Namen in Walmart Centroamérica.
Nach Abschluss der Übernahme der Walmart-Geschäfte in Zentralamerika im Januar 2010 änderte Walmart Mexico seinen Namen in Walmart de Mexico y Centroamérica.

## Sonstiges
2004 geriet ein unter der Marke Bodega Aurreá geplantes Geschäft in Teotihuacán in die öffentliche Kritik, da zu nah an aztekischen Pyramiden stand. Der Leiter des Nationalen Instituts für Anthropologie und Geschichte (INAH), Sergio Raúl Arroyo García, wurde daraufhin der Bestechung beschuldigt.
Aufgrund der Kritik wurde dieses Geschäft eine Meile weiter entfernt von den historischen archäologischen Stätten errichtet.